# 加利福尼亞灣石首魚
加利福尼亞灣石首魚，又名加州犬型黃花魚或麥氏托頭石首魚，在石首魚科中體型最大，是托頭石首魚屬中的唯一物種。牠是墨西哥加利福尼亞灣北區的特有種。以往數量很豐富，但因密集的捕撈變得很稀有，故受到《瀕危野生動植物種國際貿易公約》的保護，被國際自然保護聯盟列入瀕危物種紅色名錄。

## 生命循環
加利福尼亞灣石首魚可以生長至2米長及100公斤重。牠們主要吃輻鰭魚及甲殼類。個別的壽命可以達15歲，一般6-7歲性成熟。由於每年只產卵一次，群落生長緩慢，要4.5-15年群落數量才能成長為雙倍。牠們在科羅拉多河三角洲產卵，這裡也是幼魚成長的地方。
加利福尼亞灣石首魚的群落主要分為兩群。幼魚在科羅拉多河三角洲生活，而成魚則一年中大部分時間在接近加利福尼亞灣中央的深水棲息。4月及5月間成魚遷徙至科羅拉多河三角洲產卵。1歲大的石首魚在鹽度約2%的半鹹水中代謝利用率最高，那正是科羅拉多河在二十世紀中葉河水分流之前的三角洲天然鹽度。

## 生存威脅
基於美國境內科羅拉多河的分流，幾無淡水抵達河口，極度改變三角洲的環境及加利福尼亞灣北區的鹽度。胡佛水壩、格蘭峽谷水壩建成之後，流入科羅拉多河河口的淡水只達1910至1920年間平均流量的4%左右。一般認為這是石首魚數量枯竭的一個主因。失去了河水帶來的淡水，三角洲的目前鹽度通常為3.5%或更高。
加利福尼亞灣石首魚的另一威脅來自人類盜捕：石首魚的魚鰾曬乾後即「花膠」，是高價商品，在中國被認為是上等海味；魚肉也用於烹調湯品。200枚鰾2013年的售價可達360萬美元－－許多華人誤以為可以壯陽，或治療循環系統、皮膚的疾病。捕捉石首魚的非法漁業更威脅了小頭鼠海豚的生存，後者是極度瀕危的加利福尼亞灣北區特有海豚，除非在其生境完全停用流刺網，否則勢將滅絕。2018年2月，兩名從不同地區前往香港的旅客由於攜帶有本物種魚鰾製成的花膠而被判監禁。2020年6月，五名香港人意圖從加州灣將加灣石首魚的魚鰾藏在其他魚類製品內走私至香港而被捕。2020年10月，香港海關再在香港國際機場的空運急凍貨品中發現大量共一百一十四公斤的急凍石首魚魚鰾，總值約一千八百萬港元。

## 保育
2015年4月16日墨西哥總統Enrique Pena Nieto宣布拯救、保育小頭鼠海豚和加利福尼亞灣石首魚的計畫，內容包括禁漁、提供當地漁民補助。有些評論認為，該措施無法達成挽救小頭鼠海豚的目標。

## 漁業貿易
加利福尼亞灣石首魚的商業化捕捉於1920年代開始。1943年漁獲量達2000公噸，而1975年墨西哥採取保護措施禁漁時，下降到只有50公噸。零星論據顯示在商業化漁業開始前，加利福尼亞灣石首魚極多，但其天然族群數量並無實證數字。近年研究發現牠們已經趨於穩定的低數量，或許稍高於1975年禁漁時的數目。牠們仍然在捕有鰭魚、捕蝦時遭到附帶捕獲，並且是違法捕捉的直接受害者。有些加利福尼亞灣石首魚的非法漁獲出口至美國，常被誤認為有名錘形石首魚。墨西哥下加利福尼亞政府已經准許商業養殖加利福尼亞灣石首魚。

## 外部連結
- Mexfish.com（页面存档备份，存于）
- Long live the totoaba（页面存档备份，存于）
- History of the Totoaba（页面存档备份，存于）